# Strzyżno
Strzyżno (Duits: Streesen) is een plaats in het Poolse district  Stargardzki, woiwodschap West-Pommeren. De plaats maakt deel uit van de gemeente Stargard Szczeciński en telt 377 inwoners.